# 힌빌
힌빌(독일어: Hinwil)은 스위스 취리히주의 힌빌구에 있는 자치체이다.

## 역사
나중에 지자체의 이름을 따온 힌빌 마을은 745년 베아타와 란돌트가 장크트갈렌 수도원에 기증한 Hunichinwilari로 처음 언급되었다. 힌빌은 인접한 마을과 정착지로 구성된 알라만 식민지의 일부였으며, 다음 세기 동안 베아타와 란돌트의 후손이나 그들의 부족 구성원이 하달라이힌코바(하들리콘, 775년 기증), 포친호바(보시콘, 829), 리몰테스빌라레(링빌, 837년에 교회와 함께 기증) 및 베린홀페슈자(베르네트샤우젠, 867)와 같은 동일한 수도원에 기증했다.
알레만니족은 1세기부터 로마 빌라의 기초 벽에 의해 증명되고, 8세기 후반에 처음 언급된 힌빌의 중세 교회 아래에서 발견된 것처럼 실제로 로마 거주자들에 의해 시작되었다.
중세 시대에 힌빌 마을은 그루닝겐의 란트포크타이의 일부였으며, 1280년 이후에는 부비콘에 있는 성 요한 기사단에 종속되었다. 종교개혁 과정에서 힌빌과 그 지역의 다른 마을들의 통치는 취리히와 성 기사단이 나눠 맡았다. 요한 12세는 취리히 개혁 교회의 구성원들만을 지방 총독으로 임명하기로 합의함으로써 영향력을 제한받았다.
힌빌의 경제는 원래 농업과 농촌 공예를 기반으로 했다. 16세기 후반에는 지역별 아마포 생산이 도입되었고, 17세기부터는 축산, 특히 근세의 작업장- 직물 생산 방식이 지배적이었고, 철도 연결에 따라 관광과 함께 1876년에 19세기와 제1차 세계 대전 이전 몇년 동안 어느 정도 번영했다. 산업 생산은 비교적 미미한 역할을 담당했지만, 뷔흐러 트라크토렌베르케 AG(트랙터 생산, 1939년 이후) 및 페라크 AG(1957년 이후로 신문 생산을 위한 자재 취급)의 지역 설립과 함께 더 중요해졌다.

## 지리

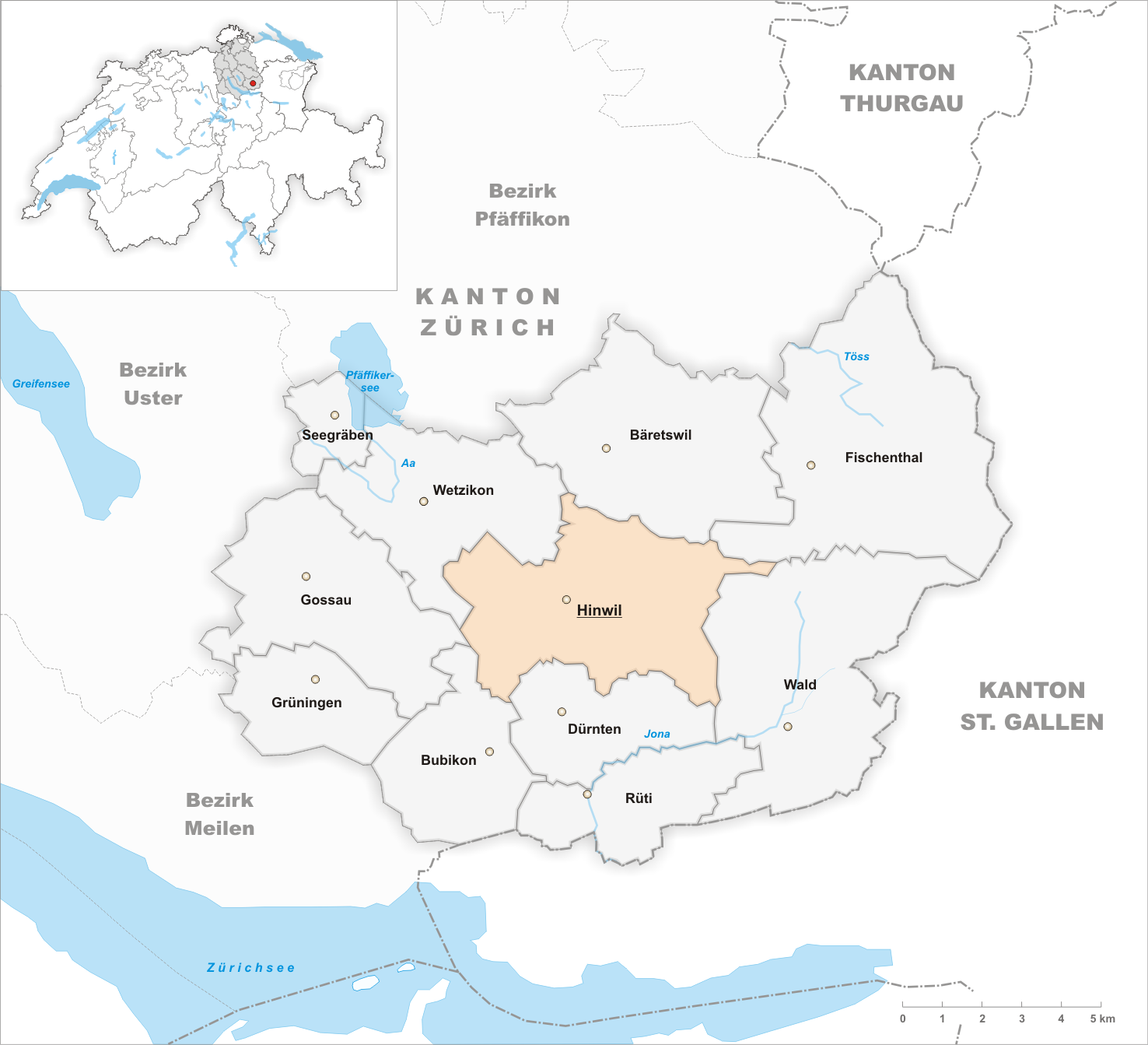
힌빌

힌빌의 면적은 22.3k㎡이다. 이 면적 중 53.9%가 농업용으로 사용되고 26.8%가 산림이다. 나머지 토지 중 17.6%는 정착지(건물 또는 도로)이고 나머지(1.7%)는 불모지(강, 빙하 또는 산)이다. 1996년 주택과 건물이 전체 면적의 11.5%를 차지했고 교통 인프라가 나머지(6.1%)를 차지했다. 전체 비생산 지역 중 물(시냇물과 호수)은 면적의 0.4%를 차지했다. 2007년 현재 전체 시가지의 14%가 어떤 유형의 건설을 진행 중이다.
시정촌은 취리히 고원의 바히텔산에 있다. 그것은 같은 이름의 본당에서 1798년에 형성되었다. 여기에는 4개의 독립적인 마을이 포함된다. 힌빌, 링빌, 베르네트샤우젠 및 하들리콘, 보시콘, 에를로젠 및 기렌바트의 작은 마을과 약 100개의 개별 농장이 나머지 지자체를 구성한다.

## 인구통계
2020년 12월 31일 기준, 힌빌의 인구는 11,354명이다. 2007년 기준으로 전체 인구의 13.7%가 외국인이다. 2008년 기준으로 인구의 성별 분포는 남성 49.7%, 여성 50.3%이다. 지난 10년 동안 인구는 9.5%의 비율로 증가했다. 2000년 기준, 인구 대부분은 독일어(91.1%)를 사용하며, 이탈리아어가 두 번째로 많이 사용(2.4%)되고, 알바니아어가 세 번째(1.1%)로 사용된다.
2007년 선거에서 가장 인기 있는 정당은 44.7%의 득표율을 기록한 SVP였다. 다음으로 가장 인기 있는 3개 정당은 SPS (13%), CSP (11.1%) 및 FDP (10.4%)였다.
인구의 연령분포(2000년 기준)는 아동·청소년(0~19세)이 전체 인구의 24.6%, 성인(20~64세)이 62.2%, 노인(64세 이상)이 ) 13.2%를 차지한다. 전체 스위스 인구는 일반적으로 교육 수준이 높다. 힌빌에서는 인구의 약 78.5%(25-64세)가 필수가 아닌 고등 교육 또는 추가 고등 교육(대학 또는 응용학문대학)을 완료했다. 힌빌에 3,815세대가 있다.
힌빌의 실업률은 1.94%이다. 2005년 기준으로 1차 경제 부문에 187명이 고용되어 있고 이 부문에 약 77개 기업이 참여하고 있다. 2627명이 2차 부문에 고용되어 있고 이 부문에 144개의 기업이 있다. 3,006명이 3차 부문에 고용되어 있으며 이 부문에는 399개의 기업이 있다. 2007년 기준 노동인구의 39.4%가 상근직이고 60.6%가 파트타임직이다.
2008년 현재 힌빌에는 가톨릭 신자가 2610명, 개신교 신자가 4657명이다. 2000년 인구 조사에서 종교는 몇 가지 더 작은 범주로 분류되었다. 2000년 인구 조사에서 54.1%는 일종의 개신교였으며, 50.5%는 스위스 개혁 교회에, 3.6%는 다른 개신교 교회에 속했다. 인구의 26.5%가 가톨릭 신자였다. 나머지 인구 중 0%는 이슬람교도, 4.9%는 다른 종교(목록에 없음), 2.9%는 무교, 10.8%는 무신론자 또는 불가지론자였다.
역사적 인구는 다음 표에 나와 있다.
| 년도 | 인구  |
| ---- | ----- |
| 1637 | 624   |
| 1794 | 2,112 |
| 1850 | 2,697 |
| 1900 | 2,864 |
| 1950 | 3,623 |
| 1980 | 7,554 |
| 2000 | 9,157 |

## 교통
힌빌역은 S14 노선에 있는 취리히 S-반의 종착역이다. 기차역은 취리히 중앙역에서 차로 40분 거리에 있다.

## 기후
힌빌의 연평균 강우량은 145.4일이며 평균 강수량은 1,341mm이다. 가장 습한 달은 8월로 힌빌의 평균 강수량은 170mm이다. 가장 습한 달에는 평균 14일 동안 강수량이 있다.

## 경제
힌빌은 알파로메오 레이싱 F1 팀의 홈구장이다.